# Rezerwat przyrody Dębowy Grąd
Rezerwat przyrody Dębowy Grąd – rezerwat przyrody położony na terenie gminy Hajnówka w województwie podlaskim.
- Powierzchnia według aktu powołującego: 100,47 ha
- Rok powstania: 1985
- Rodzaj rezerwatu: leśny
- Przedmiot ochrony: fragment Puszczy Białowieskiej z naturalnymi zespołami grądowymi, z dużym udziałem dębu i jesionu oraz zatorfiona dolina rzeki Dubitka.